# Solfa
solfa（ソルファ）は、パソコンゲームなどの音楽制作を手掛ける音楽制作プロジェクト（音楽クリエイターチーム）。

## 概要
2006年にミウラハルミとイワサキヨシヒロのユニット「iyuna」（イユナ）がボーカリストとコラボレーションするプロジェクト「iyunaline」（イユナライン）として発足、2009年1月にsolfa（ソルファ）へとリニューアルした。美少女ゲーム音楽を中心に主題歌からBGMまで制作し、数多くのアーティストや作品に楽曲を提供する。
2016年10月30日、10周年を記念してライブイベント『solfa or die!!! 〜neoパンダ祭り〜』が開催された。

## メンバー
出典
コンポーザー
- iyuna（イユナ） - ハルとイワサキのユニット。楽曲提供だけでなく、歌唱も担当する。2006年より、茶太とiyunaのユニット「my sound life」（マイサウンドライフ）としても活動。
- 橋咲透（ハシザキ トオル）
- 伊吹ユキヒロ（イブキ ユキヒロ）
- こはるん
- 天ヶ咲麗（アマガサキ ウララ）

プレイヤー
- タダシ

ボーカリスト
- 茶太
- 小春めう
- Rin
- 河原ゆう

### 過去の主なメンバー
- 悠季[4] - ボーカリスト

## 主な楽曲提供アーティスト
- iyuna
- 片霧烈火
- KOTOKO
- 小春めう
- 霜月はるか
- Ceui
- 茶太
- nao
- 中原涼
- yuiko
- 悠季
- Rita

## 主な音楽制作
出典

### iyunaline（2006年 - 2008年）
2006年
- PS2ゲーム『Rozen Maiden duellwalzer』（タイトー、BGM）

2007年
- PCゲーム『恋する乙女と守護の楯』（AXL）[6]
  - 主題歌「shield nine」（作詞 - 天ヶ咲麗 / 作曲・編曲 - iyuna / 歌 - Rita）
  - エンディングテーマ「eternal smile」（作詞 - 天ヶ咲麗 / 作曲・編曲 - iyuna / 歌 - 真理絵）
  - エンディングテーマ「二人の見る世界」（作詞 - 天ヶ咲麗 / 作曲・編曲 - iyuna / 歌 - 茶太）
  - エンディングテーマ「wind of change」（作詞 - 天ヶ咲麗 / 作曲・編曲 - iyuna / 歌 - iyuna）

2008年
- PCゲーム『Princess Frontier』（AXL）[7]
  - 主題歌「オモウチカラ」（作詞 - 天ヶ咲麗 / 作曲・編曲 - iyuna / 歌 - Rita）
  - エンディングテーマ「約束の場所」（作詞 - 天ヶ咲麗 / 作曲・編曲 - iyuna / 歌 - 真理絵）
  - エンディングテーマ「my sweet home」（作詞 - 天ヶ咲麗 / 作曲・編曲 - iyuna / 歌 - 茶太）
  - エンディングテーマ「starting over」（作詞 - 天ヶ咲麗 / 作曲・編曲 - iyuna / 歌 - iyuna）
  - エンディングテーマ「羽ばたく翼」（作詞 - 天ヶ咲麗 / 作曲・編曲 - iyuna / 歌 - 茉白）
- テレビアニメ『true tears』イメージソングCD『Tears...for truth 〜true tearsイメージソング集〜』（ランティス）[8]
  - 「harmonia」（作詞・作曲・編曲 - iyuna / 歌 - Rita）
- PCゲーム『エターナルファンタジー』キャラクターソングCD『キャラクターソングCD Vol.2 ロコモコ』（ランティス）[9]
  - 「ロコモコ☆ロコモーション」（作詞 - iyuna / 作曲 - 松下典由 / 編曲 - 木之下慶行 / 歌 - ロコモコ（CV：ひなき藍））
  - 「心の鍵」（作詞 - iyuna / 作曲・編曲 - 松下典由 / 歌 - ロコモコ（CV：ひなき藍））
- PS2ゲーム『恋する乙女と守護の楯 -The shield of AIGIS-』（アルケミスト）[6]
  - 主題歌「shield nine energy flow ver.」（作詞 - 天ヶ咲麗 / 作曲・編曲 - iyuna / 歌 - Rita）
  - エンディングテーマ「eternal smile」
  - エンディングテーマ「二人の見る世界」
  - エンディングテーマ「feeling, shining,」（作詞・作曲・編曲 - iyuna / 歌 - 片霧烈火）
  - エンディングテーマ「wind of change」
  - エンディングテーマ「rainbow place」（作詞・作曲・編曲 - iyuna / 歌 - Rita）
  - エンディングテーマ「優しい涙」（作詞・作曲・編曲 - iyuna / 歌 - 霜月はるか）
  - エンディングテーマ「colorful message」（作詞・作曲・編曲 - iyuna / 歌 - YURIA）
- PCゲーム『PYGMALION（ピグマリオン）』（STRONGER、SE）

### solfa

#### 2009年
- Rita『magnetism』（ランティス）[10]
  - 「shield nine 〜reversible version〜」（作詞 - 天ヶ咲麗 / 作曲 - iyuna / 編曲 - 橋咲透）
  - 「オモウチカラ」
  - 「smilin'」（作詞・作曲・編曲 - iyuna）
  - 「stardust train」（作詞・作曲・編曲 - iyuna）
  - 「harmonia」
- PCゲーム『スズノネセブン!』（クロシェット）
  - エンディングテーマ「with you」（作詞・作曲・編曲 - iyuna / 歌 - 茶太）
- PCゲーム『Like a Butler』（AXL）[11]
  - エンディングテーマ「君にしか聞こえない声で」（作詞・作曲・編曲 - 橋咲透 / 歌 - solfa col.片霧烈火）
  - エンディングテーマ「into your true heart」（作詞・作曲・編曲 - iyuna / 歌 - solfa col.Rita）
  - エンディングテーマ「幸せの意味」（作詞 - 天ヶ咲麗 / 作曲・編曲 - 朝日三ツ矢 / 歌 - solfa col.iyuna）
- PCゲーム『真説 猟奇の檻 第2章』（CALIGULA、SE）
- PCゲーム『灰色の空に堕ちた翼』（dualtail、BGM）
- PCゲーム『プリティ☆ウィッチ☆アカデミー!』（Strawberry*Maiden、BGM）

#### 2010年
- PCゲーム『かしましコミュニケーション』（AXL）[12]
  - エンディングテーマ「ずっと一緒に」（作詞・作曲・編曲 - iyuna / 歌 - solfa feat.片霧烈火）
  - エンディングテーマ「trust your love」（作詞 - 天ヶ咲麗 / 作曲・編曲 - 伊吹ユキヒロ / 歌 - solfa feat.Rita）
  - エンディングテーマ「伝えたい想い」（作詞 - 三ツ矢 / 作曲・編曲 - 橋咲透 / 歌 - solfa feat.iyuna）
- PCゲーム『Cross Days』（オーバーフロー）[13]
  - エンディングテーマ「be there」（作詞・作曲・編曲 - iyuna / 歌 - Rita）
  - エンディングテーマ「timeless melody」（作詞・作曲・編曲 - iyuna / 歌 - 茶太）
- PCゲーム『なないろ航路』（Journey、BGM）

#### 2011年
- PSPゲーム『Princess Frontier Portable』（アルケミスト）[7]
  - 主題歌「オモウチカラ energy flow ver.」（作詞 - 天ヶ咲麗 / 作曲・編曲 - iyuna / 歌 - Rita）
  - エンディングテーマ「my sweet home」
  - エンディングテーマ「starting over」
  - エンディングテーマ「羽ばたく翼」（作詞 - 天ヶ咲麗 / 作曲・編曲 - iyuna / 歌 - 悠季）※別ボーカルバージョン
  - エンディングテーマ「Draw a tommorow」（作詞・作曲・編曲 - 橋咲透 / 歌 - 片霧烈火）
  - エンディングテーマ「ふたりのプリズム」（作詞・作曲・編曲 - iyuna / 歌 - 霜月はるか）
- PCゲーム『母娘催眠〜オヤコサイミン〜』（POISON）
  - 主題歌「happiness in slavery」（作詞 - 天ヶ咲麗 / 作曲・編曲 - 伊吹ユキヒロ / 歌 - solfa feat.Rita）
  - エンディングテーマ「regret rain」（作詞 - 天ヶ咲麗 / 作曲・編曲 - iyuna / 歌 - solfa feat.iyuna）
- PCゲーム『愛しい対象の護り方』（AXL）[12]
  - エンディングテーマ「new story」（作詞 - 天ヶ咲麗 / 作曲・編曲 - 伊吹ユキヒロ / 歌 - solfa feat.Rita）
  - エンディングテーマ「会いたくて」（作詞 - 天ヶ咲麗 / 作曲・編曲 - iyuna / 歌 - solfa feat.iyuna）
- PCゲーム『なでしこドリップ』（APRICOT PLUM）
  - イメージソング「believe in love」（作詞 - 天ヶ咲麗 / 作曲・編曲 - 伊吹ユキヒロ / 歌 - solfa feat. Rita）
  - イメージソング「summer dream」（作詞 - 天ヶ咲麗 / 作曲・編曲 - iyuna / 歌 - solfa feat.悠季）
- PCゲーム『えむっ娘シスターズ』（Apricot Cherry）
  - 主題歌「えむっ娘キュン♪キュン♪」（作詞 - 天ヶ咲麗 / 作曲・編曲 - iyuna / 歌 - solfa feat.iyuna）
  - エンディングテーマ「sweet so sweet」（作詞 - 天ヶ咲麗 / 作曲・編曲 - 伊吹ユキヒロ / 歌 - solfa feat.悠季）
- PCゲーム『VenusBlood -ABYSS-』（dualtail、音楽全般）[14]
  - 主題歌「闇の輪廻」（作詞 - 悠季 / 作曲・編曲 - 伊吹ユキヒロ / 歌 - solfa feat.悠季）
  - 挿入歌「fly to the sky」（作詞 - 天ヶ咲麗 / 作曲・編曲 - iyuna / 歌 - solfa feat.茶太）
  - イメージソング「久遠の夢」（作詞 - 天ヶ咲麗 / 作曲・編曲 - iyuna / 歌 - solfa feat.Duca）

#### 2012年
- PCゲーム『お尻っ娘ヴィーナス』（Apricot Cherry）
  - 主題歌「Hip and Hip!」（作詞 - 天ヶ咲麗 / 作曲 - iyuna / 編曲 - 伊吹ユキヒロ / 歌 - solfa feat.悠季）
  - 挿入歌「おおきなそらのした」（作詞 - 天ヶ咲麗 / 作曲・編曲 - iyuna / 歌 - solfa feat.悠季）
  - エンディングテーマ「コイスルココロ アイスルキモチ」（作詞 - 天ヶ咲麗 / 作曲 - iyuna / 編曲 - 伊吹ユキヒロ / 歌 - solfa feat.yuiko）
- PCゲーム『ふたあねHs』（bootUP!）
  - 主題歌「キミとふたり」（作詞 - 天ヶ咲麗 / 作曲・編曲 - iyuna / 歌 - solfa feat.悠季）
  - エンディングテーマ「landscape」（作詞 - 天ヶ咲麗 / 作曲・編曲 - iyuna / 歌 - solfa feat.悠季）
- ラジオCD『AXLラジオ「愛しい対象の護り方」私立白嶺学園放送部!』（AXL）[15]
  - 「パンチ〜愛しいTreeの作り方〜」（作詞 - iyuna / 作曲・編曲 - 橋咲透 / 歌 - Tree's）
- AXLボーカルソング集第三弾『Flat out』（AXL）[12]
  - PCゲーム『かしましコミュニケーション』
    - エンディングテーマ「ずっと一緒に」
    - エンディングテーマ「trust your love」
    - エンディングテーマ「伝えたい想い」
    - 男性キャラクターイメージソング「El Dorado」（作詞 - iyuna / 作曲・編曲 - 橋咲透 / 歌 - solfa feat.水都）

  - PCゲーム『愛しい対象の護り方』
    - エンディングテーマ「new story」
    - エンディングテーマ「会いたくて」
    - 男性キャラクターイメージソング「VICTORY!」（作詞・作曲・編曲 - iyuna / 歌 - solfa feat.水都）
- テレビアニメ『未来日記』イメージソングCD『インスパイアードアルバム vol.2〜因果律デシベル〜』（ランティス）[16]
  - 上下かまどのテーマ「LOST CHILDREN」（作詞・作曲・編曲 - iyuna / 歌 - 悠季）
- PCゲーム『VenusBlood -FRONTIER-』（dualtail、音楽全般）[14]
  - 主題歌「運命の鍵」（作詞 - 悠季 / 作曲・編曲 - 伊吹ユキヒロ / 歌 - solfa feat.悠季）
  - エンディングテーマ「blank page」（作詞 - 天ヶ咲麗 / 作曲・編曲 - iyuna / 歌 - solfa feat.iyuna）
  - イメージソング「mythical frontier」（作詞 - 天ヶ咲麗 / 作曲・編曲 - iyuna / 歌 - solfa feat.茶太）
- PCゲーム『恋妹SWEET☆DAYS』（Parasol、音楽全般）
  - 主題歌「カラフル precious life」（作詞 - 天ヶ咲麗 / 作曲・編曲 - iyuna / 歌 - solfa feat. 茶太）
  - エンディングテーマ「new melody」（作詞 - 天ヶ咲麗 / 作曲・編曲 - 伊吹ユキヒロ / 歌 - solfa feat.八千穂葵（CV：夏野こおり））
  - エンディングテーマ「胸のイタミ」（作詞 - 天ヶ咲麗 / 作曲・編曲 - iyuna / 歌 - solfa feat.八千穂茜（CV：野神奈々））
  - エンディングテーマ「夢の続き」（作詞 - 天ヶ咲麗 / 作曲・編曲 - iyuna / 歌 - solfa feat.響迦院百合香（CV：寺井いなほ））
  - エンディングテーマ「スピードパワー」（作詞 - 天ヶ咲麗 / 作曲・編曲 - 橋咲透 / 歌 - solfa feat.山宮恵那（CV：松田理沙））
- PCゲーム『インモラル・リトル』（Apricot Cherry）
  - 主題歌「immoral little」（作詞 - 天ヶ咲麗 / 作曲・編曲 - 伊吹ユキヒロ / 歌 - solfa feat.yuiko）
- PCゲーム『Dolphin Divers』（AXL）[17]
  - エンディングテーマ「透明な光の中で」（作詞 - 天ヶ咲麗 / 作曲・編曲 - iyuna / 歌 - solfa feat.霜月はるか）
  - エンディングテーマ「海と宇宙のストーリー」（作詞 - 天ヶ咲麗 / 作曲・編曲 - 伊吹ユキヒロ / 歌 - solfa feat.片霧烈火）
  - エンディングテーマ「アクアプリズム」（作詞 - 天ヶ咲麗 / 作曲・編曲 - 橋咲透 / 歌 - solfa feat.Rita）
  - エンディングテーマ「blue wind and my calm」（作詞 - 天ヶ咲麗 / 作曲・編曲 - 橋咲透 / 歌 - solfa feat.iyuna）
- 『NINETAIL VOCAL COLLECTION 2』（ナインテイル）[14]
  - PCゲーム『VenusBlood -ABYSS-』
    - 主題歌「闇の輪廻」
    - 挿入歌「fly to the sky」

  - PCゲーム『VenusBlood -FRONTIER-』
    - 主題歌「運命の鍵」
    - エンディングテーマ「blank page」

  - VenusBloodシリーズ・イメージソング「Alternative mythology」（作詞 - 天ヶ咲麗 / 作曲・編曲 - 伊吹ユキヒロ / 歌 - solfa feat.鹿乃）
  - VenusBlood-ABYSS/ZERO- イメージソング「Vanity in the Bloom」（作詞 - 天ヶ咲麗 / 作曲・編曲 - 伊吹ユキヒロ / 歌 - solfa feat.茶太）
- PCゲーム『恋色マリアージュ』（ま〜まれぇど、音楽全般）
  - 主題歌「my sweet heart」（作詞 - 天ヶ咲麗 / 作曲・編曲 - iyuna / 歌 - solfa feat.霜月はるか）
  - エンディングテーマ「恋のメロディ」（作詞 - 天ヶ咲麗 / 作曲・編曲 - iyuna / 歌 - solfa feat.茶太）
  - イメージソング「思い出のカケラ」（作詞 - 天ヶ咲麗 / 作曲・編曲 - 橋咲透 / 歌 - solfa feat.鹿乃）
  - イメージソング「スマイルハッピー」（作詞 - 天ヶ咲麗 / 作曲・編曲 - 伊吹ユキヒロ / 歌 - solfa feat.yuiko）
  - イメージソング「day by day」（作詞 - 天ヶ咲麗 / 作曲・編曲 - 伊吹ユキヒロ / 歌 - solfa feat.C'est si bon）
  - イメージソング「ふたつの手」（作詞 - 天ヶ咲麗 / 作曲・編曲 - 伊吹ユキヒロ / 歌 - solfa feat.iyuna）
- PCゲーム『ピンポンぱんつ! -湯河原学園美少女☆温泉卓球部-』（ACTRESS）
  - 挿入歌「ピンポンぱんつ体操 〜行け! 温泉卓球部!〜」（作詞 - 天ヶ咲麗 / 作曲・編曲 - 伊吹ユキヒロ / 歌 - solfa feat.茶太）
  - エンディングテーマ「ふたりのかげぼうし」（作詞 - 天ヶ咲麗 / 作曲・編曲 - 伊吹ユキヒロ / 歌 - solfa feat.Rita）

#### 2013年
- PCゲーム『えすっ娘クイーン〜会長のメイド達〜』（Apricot Cherry）
  - 主題歌「Slave of the beauty」（作詞 - 天ヶ咲麗 / 作曲・編曲 - 橋咲透 / 歌 - solfa feat.yuiko）
- PCゲーム『GEARS of DRAGOON 迷宮のウロボロス』（ninetail、BGM）
- PCゲーム『夏の終わりのニルヴァーナ』（ぱじゃまソフト）
  - 主題歌「夏の終わりのニルヴァーナ」（作詞・作曲・編曲 - iyuna / 歌 - solfa feat.Ceui）
  - エンディングテーマ「moratorium」（作詞・作曲・編曲 - iyuna / 歌 - solfa feat.Ceui）
- PCゲーム『とある家族の寝取られ模様-家族哀-』（POISON）
  - 主題歌「under the dark moon」（作詞 - 天ヶ咲麗 / 作曲・編曲 - 伊吹ユキヒロ / 歌 - solfa feat.Rita）
  - エンディングテーマ「depravity」（作詞 - 天ヶ咲麗 / 作曲・編曲 - 橋咲透 / 歌 - solfa feat.iyuna）
- PCゲーム『百花繚乱エリクシル』（AXL）[17]
  - 主題歌「Flower!!」（作詞 - KOTOKO / 作曲・編曲 - 橋咲透 / 歌 - KOTOKO）
  - エンディングテーマ「flowering bride」（作詞 - 天ヶ咲麗 / 作曲・編曲 - iyuna / 歌 - solfa feat.Ceui）
  - エンディングテーマ「Evergreen」（作詞 - 天ヶ咲麗 / 作曲・編曲 - 橋咲透 / 歌 - solfa feat.霜月はるか）
  - エンディングテーマ「空を見る魔法」（作詞 - 天ヶ咲麗 / 作曲・編曲 - 伊吹ユキヒロ / 歌 - solfa feat.茶太）
  - エンディングテーマ「Bon Voyage!」（作詞 - 天ヶ咲麗 / 作曲・編曲 - 伊吹ユキヒロ / 歌 - solfa feat.iyuna）
  - エンディングテーマ「FEEL YOU」（作詞・作曲・編曲 - こはるん / 歌 - solfa feat.小春めう）
- PCゲーム『あいこみゅ!! -IDOL Communication-』（ひよこソフト桃組、音楽全般）
  - 主題歌「go ahead!」（作詞 - 天ヶ咲麗 / 作曲・編曲 - iyuna / 歌 - solfa feat.霜月はるか+茶太+片霧烈火）
  - エンディングテーマ「Re-Start」（作詞 - 天ヶ咲麗 / 作曲・編曲 - iyuna / 歌 - 彩音）
  - エンディングテーマ「feel the wind!」（作詞 - 天ヶ咲麗 / 作曲・編曲 - 伊吹ユキヒロ / 歌 - solfa feat.ayumi.）
  - エンディングテーマ「melody memory」（作詞 - 天ヶ咲麗 / 作曲・編曲 - iyuna / 歌 - nao）
  - エンディングテーマ「光の行方」（作詞 - 天ヶ咲麗 / 作曲・編曲 - 橋咲透 / 歌 - solfa feat.iyuna）
  - 挿入歌「追憶ノヴァ」（作詞 - 天ヶ咲麗 / 作曲・編曲 - 伊吹ユキヒロ / 歌 - solfa feat.青葉りんご）
  - 挿入歌「bright answer」（作詞 - 天ヶ咲麗 / 作曲・編曲 - 橋咲透 / 歌 - solfa feat.小春めう）
  - 挿入歌「月と太陽」（作詞 - 天ヶ咲麗 / 作曲・編曲 - 伊吹ユキヒロ / 歌 - solfa feat.結月そら）
  - 挿入歌「my white landscape」（作詞 - 天ヶ咲麗 / 作曲・編曲 - 橋咲透 / 歌 - solfa feat.yuiko）
- PCゲーム『ゆめこい 〜夢見る魔法少女と恋の呪文〜』（Parasol、音楽全般）
  - 主題歌「ミラクルinfinity」（作詞 - 天ヶ咲麗 / 作曲・編曲 - iyuna / 歌 - solfa feat.茶太）
  - エンディングテーマ「ふたりの景色」（作詞 - 天ヶ咲麗 / 作曲・編曲 - 伊吹ユキヒロ / 歌 - nao）
  - イメージソング「ユメノツボミ」（作詞 - 天ヶ咲麗 / 作曲・編曲 - 橋咲透 / 歌 - solfa feat.茶太）
  - イメージソング「sweet world」（作詞 - 天ヶ咲麗 / 作曲・編曲 - 橋咲透 / 歌 - solfa feat.yuiko）
  - イメージソング「重ねあうキモチ」（作詞 - 天ヶ咲麗 / 作曲・編曲 - 伊吹ユキヒロ / 歌 - solfa feat.小春めう）
  - イメージソング「twinkle shining smile」（作詞 - 天ヶ咲麗 / 作曲・編曲 - iyuna / 歌 - solfa feat.霜月はるか）
- シチュエーションドラマCD『戦国☆添い寝シリーズ』vol.1 - 3（Primula、BGM）
- PCゲーム『姉さんのカレシ 〜憧れの姉さんが親友と付き合い始めました〜』（エロイット、音楽全般）
  - 主題歌「losing」（作詞 - 天ヶ咲麗 / 作曲・編曲 - iyuna / 歌 - solfa feat.小春めう）
  - エンディングテーマ「shimmer」（作詞 - 天ヶ咲麗 / 作曲・編曲 - iyuna / 歌 - solfa feat.iyuna）
- PCゲーム『星ノ音サンクチュアリ』（ま～まれぇど、音楽全般）
  - 主題歌「brand new day」（作詞 - 天ヶ咲麗 / 作曲・編曲 - 橋咲透 / 歌 - solfa feat.Ceui）
  - エンディングテーマ「I'm here」（作詞 - 天ヶ咲麗 / 作曲・編曲 - iyuna / 歌 - solfa feat.茶太）
  - エンディングテーマ「スターライン」（作詞 - 天ヶ咲麗 / 作曲・編曲 - iyuna / 歌 - solfa feat.Duca）
  - エンディングテーマ「Labyrinth」（作詞 - 天ヶ咲麗 / 作曲・編曲 - 伊吹ユキヒロ / 歌 - solfa feat.iyuna）
  - エンディングテーマ「ラブコン!!」（作詞・作曲・編曲 - こはるん / 歌 - solfa feat.小春めう）
- PCゲーム『HUNTING BLUE』（LiLiM DARKNESS、音楽全般）
  - 主題歌「偽リノ華」（作詞 - コツキミヤ / 作曲・編曲 - 伊吹ユキヒロ / 歌 - solfa feat.青葉りんご）
- PCゲーム『VenusBlood -GAIA-』（dualtail、音楽全般）
  - 主題歌「黄昏のリベリオン」（作詞 - 天ヶ咲麗 / 作曲・編曲 - 伊吹ユキヒロ / 歌 - solfa feat.nao）
  - 挿入歌「rebel of destiny」（作詞・作曲・編曲 - こはるん / 歌 - solfa feat.小春めう）
  - イメージソング「Atlantide」（作詞 - 天ヶ咲麗 / 作曲・編曲 - iyuna / 歌 - solfa feat.茶太）
- PCゲーム『我が家のヒメガミさまっ!』（チュアブルソフト）
  - 主題歌「boy meets girl」（作詞 - 天ヶ咲麗 / 作曲・編曲 - iyuna / 歌 - solfa feat.茶太）
  - エンディングテーマ「I'll be」（作詞 - 天ヶ咲麗 / 作曲・編曲 - 橋咲透 / 歌 - solfa feat.小春めう）
- ドラマCD『りりくる 〜LIly LYric cyCLE〜』Vol.1 - 3（PARTICLE、BGM）[18]

#### 2014年
- PCゲーム『狙われた女神天使エンゼルティアー 〜守った人間達に裏切られて〜』（Syrup、音楽全般）
  - 主題歌「angel's tear」（作詞 - 天ヶ咲麗 / 作曲・編曲 - 伊吹ユキヒロ / 歌 - solfa feat.小春めう）
  - エンディングテーマ「with shiver」（作詞 - 天ヶ咲麗 / 作曲・編曲 - 橋咲透 / 歌 - solfa feat.iyuna）
- PCゲーム『いけない子作り 〜親友のお母さんに種付けしまくる1週間〜』（エロイット、音楽全般）
  - 主題歌「sweet days」（作詞 - 天ヶ咲麗 / 作曲・編曲 - 伊吹ユキヒロ / 歌 - solfa feat.小春めう）
- PCゲーム『らぶ♥らぶ♥らいふ 〜お嬢様7人とラブラブハーレム生活〜』（ぱじゃまエクスタシー、音楽全般）
  - 主題歌「Pure Seven Days」（作詞 - 天ヶ咲麗 / 作曲・編曲 - iyuna / 歌 - nao）
  - エンディングテーマ「(I will) be with you」（作詞 - 天ヶ咲麗 / 作曲・編曲 - iyuna / 歌 - solfa feat.iyuna）
- PCゲーム『レーシャル・マージ』（AXL）[19]
  - 主題歌「affection」（作詞 - KOTOKO / 作曲・編曲 - 橋咲透 / 歌 - KOTOKO Produced by solfa）
  - エンディングテーマ「world in vivid colors」（作詞 - 天ヶ咲麗 / 作曲・編曲 - iyuna / 歌 - solfa feat.Ceui）
  - エンディングテーマ「knockin' on my door」（作詞 - 天ヶ咲麗 / 作曲・編曲 - iyuna / 歌 - solfa feat.霜月はるか）
  - エンディングテーマ「夢色ダイアリー」（作詞 - 天ヶ咲麗 / 作曲・編曲 - 橋咲透 / 歌 - solfa feat.iyuna）
  - エンディングテーマ「恋の魔法」（作詞 - 天ヶ咲麗 / 作曲・編曲 - 伊吹ユキヒロ / 歌 - solfa feat.Rita）
  - エンディングテーマ「luminous parade」（作詞・作曲・編曲 - こはるん / 歌 - solfa feat.茶太）
- PCゲーム『お尻っ娘ヴィーナス2』（Apricot Cherry）
  - 主題歌「Hip de Chu! Chu!」（作詞 - 天ヶ咲麗 / 作曲 - iyuna / 編曲 - 伊吹ユキヒロ / 歌 - solfa feat.小春めう）
- PCゲーム『父娘愛（おやこあい） 〜いけない子作り2〜』（エロイット、音楽全般）
  - 主題歌「Love for PAPA♥」（作詞 - 天ヶ咲麗 / 作曲 - iyuna / 編曲 - 伊吹ユキヒロ / 歌 - solfa feat.小春めう）
  - エンディングテーマ「do you know?」（作詞 - 天ヶ咲麗 / 作曲・編曲 - 橋咲透 / 歌 - solfa feat.iyuna）
- ドラマCD『りりくる 〜LIly LYric cyCLE〜』EX 夏休み編 / EX 冬休み編（PARTICLE、BGM）[20]
- ドラマCD『りりくる キャラクターデュオシリーズ』アリス♥伊吹 / 真優♥真衣 / 陽奈♥彩愛（PARTICLE、楽曲製作）[21]
- PCゲーム『晴のちきっと菜の花びより』（Parasol、音楽全般）
  - 主題歌「I will」（作詞 - 天ヶ咲麗 / 作曲・編曲 - iyuna / 歌 - solfa feat.茶太）
  - エンディングテーマ「過去と未来のメモリー」（作詞 - 天ヶ咲麗 / 作曲・編曲 - iyuna / 歌 - nao）
  - エンディングテーマ「far distance」（作詞・作曲・編曲 - こはるん / 歌 - solfa feat.小春めう）
  - エンディングテーマ「stay with you」（作詞 - 天ヶ咲麗 / 作曲・編曲 - 橋咲透 / 歌 - solfa feat.iyuna）
  - エンディングテーマ「繋いだ手と手」（作詞 - 天ヶ咲麗 / 作曲・編曲 - 伊吹ユキヒロ / 歌 - solfa feat.miyaco）
  - エンディングテーマ「eternity」（作詞 - 天ヶ咲麗 / 作曲・編曲 - 橋咲透 / 歌 - solfa feat.霜月はるか）
- PCゲーム『PRIMAL×HEARTS』（ま〜まれぇど、音楽全般）
  - 主題歌「primal」（作詞 - 天ヶ咲麗 / 作曲・編曲 - 橋咲透 / 歌 - solfa feat.Ceui）
  - エンディングテーマ「primal story」（作詞 - 天ヶ咲麗 / 作曲・編曲 - 橋咲透 / 歌 - solfa feat.茶太）
  - エンディングテーマ「Dear」（作詞 - 天ヶ咲麗 / 作曲・編曲 - 伊吹ユキヒロ / 歌 - solfa feat.片霧烈火）
  - エンディングテーマ「trusty」（作詞 - 天ヶ咲麗 / 作曲・編曲 - iyuna / 歌 - solfa feat.霜月はるか）
  - エンディングテーマ「コーティングチョコ」（作詞・作曲・編曲 - こはるん / 歌 - solfa feat.小春めう）
- PCゲーム『イセカイ・ラヴァーズ! 〜巨乳の勇者達はちょろいん〜』（APRICOT、主題歌）
  - 主題歌「イセカイ行進曲」（作詞 - 天ヶ咲麗 / 作曲・編曲 - 橋咲透 / 歌 - solfa feat.iyuna）
- PCゲーム『デーモンバスターズ』（MOONSTONE Cherry、音楽全般）
  - 主題歌「デーモンバスターズ!」（作詞 - 天ヶ咲麗 / 作曲・編曲 - iyuna / 歌 - solfa feat.茶太）
  - エンディングテーマ「shiny happy moment」（作詞・作曲・編曲 - こはるん / 歌 - solfa feat.小春めう）
  - イメージソング「がんばれ♥」（作詞 - 天ヶ咲麗 / 作曲・編曲 - 伊吹ユキヒロ / 歌 - solfa feat.河原ゆう）
- PCゲーム『残念な俺達の青春事情。』（チュアブルソフト）
  - 主題歌「Bum-out!」（作詞 - KOTOKO / 作曲・編曲 - 橋咲透 / 歌 - KOTOKO）
  - エンディングテーマ「startline」（作詞 - 天ヶ咲麗 / 作曲・編曲 - 伊吹ユキヒロ / 歌 - nao）
  - エンディングテーマ「アオイハル」（作詞 - 天ヶ咲麗 / 作曲・編曲 - 橋咲透 / 歌 - solfa feat.茶太）
  - イメージソング「青春マイライフ」（作詞 - 天ヶ咲麗 / 作曲・編曲 - 伊吹ユキヒロ / 歌 - solfa feat.小春めう）
- PCゲーム『BunnyParadise ばにぱら〜恋人全員バニー化計画〜』（SkyFish poco、音楽全般）
  - 主題歌「ばにばにっ!」（作詞 - 天ヶ咲麗 / 作曲・編曲 - 伊吹ユキヒロ / 歌 - solfa feat.茶太）
  - エンディングテーマ「your little bunny」（作詞 - 天ヶ咲麗 / 作曲・編曲 - 伊吹ユキヒロ / 歌 - nao）
- PCゲーム『VenusBlood -HYPNO-』（dualtail、音楽全般）
  - 主題歌「hallucinate」（作詞 - 天ヶ咲麗 / 作曲・編曲 - 伊吹ユキヒロ / 歌 - nao）
  - 挿入歌「Let Us Cling Together」（作詞 - 天ヶ咲麗 / 作曲・編曲 - iyuna / 歌 - solfa feat.iyuna）
  - イメージソング「Want more need less」（作詞 - 天ヶ咲麗 / 作曲・編曲 - 橋咲透 / 歌 - solfa feat.茶太）

#### 2015年
- PCゲーム『夏の色のノスタルジア』（MOONSTONE、音楽全般）
  - 主題歌「ノスタルジア」（作詞 - 天ヶ咲麗 / 作曲・編曲 - iyuna / 歌 - solfa feat.霜月はるか）
  - エンディングテーマ「明日の始まり」（作詞 - 天ヶ咲麗 / 作曲・編曲 - 伊吹ユキヒロ / 歌 - solfa feat.小春めう）
  - エンディングテーマ「夏の色が消えるとき」（作詞 - 天ヶ咲麗 / 作曲・編曲 - 橋咲透 / 歌 - solfa feat.茶太）
- PCゲーム『ゾンビのあふれた世界で俺だけが襲われない』（SEACOXX、音楽全般）
  - エンディングテーマ「さまよいびと」（作詞 - 天ヶ咲麗 / 作曲・編曲 - 橋咲透 / 歌 - solfa feat.小春めう）
- PCゲーム『大正×対称アリス』episode I - III / epilogue（Primula、BGM）[22][23]
- ドラマCD『りりくる 〜LIly LYric cyCLE〜』Vol.4 - 6（PARTICLE、BGM）[24]
- PCゲーム『母さんのオトコ 〜野獣のような男に牝の悦びを覚えさせられる最愛の母〜』（エロイット、音楽全般）
  - 主題歌「落夜の花」（作詞 - こはるん / 作曲・編曲 - 伊吹ユキヒロ / 歌 - solfa feat.小春めう）
- PS Vitaゲーム『百花繚乱エリクシル 〜Record of Torenia Revival〜』（加賀クリエイト）[19]
  - 主題歌「Blooming!!」（作詞 - KOTOKO / 作曲・編曲 - 橋咲透 / 歌 - KOTOKO produced by solfa）
  - 主題歌「Flower!!」
  - エンディングテーマ「flowering bride」
  - エンディングテーマ「Evergreen」
  - エンディングテーマ「空を見る魔法」
  - エンディングテーマ「Bon Voyage!」
  - エンディングテーマ「FEEL YOU」
  - エンディングテーマ「未来トラベリング」（作詞 - 天ヶ咲麗 / 作曲・編曲 - 橋咲透 / 歌 - solfa feat.Duca）
  - エンディングテーマ「笑顔のとなり」（作詞 - 天ヶ咲麗 / 作曲・編曲 - 伊吹ユキヒロ / 歌 - solfa feat.片霧烈火）
- PCゲーム『美少女を上手に肉便器にする方法』（SEACOXX、音楽全般）
  - 主題歌「ずっと…」（作詞 - 天ヶ咲麗 / 作曲・編曲 - iyuna / 歌 - solfa feat.小春めう）
- PCゲーム『メイプルカラーズHHH 〜クラス全員俺の嫁!〜』（APRICOT）
  - 主題歌「メイプルカラーズ」（作詞 - 天ヶ咲麗 / 作曲・編曲 - iyuna / 歌 - solfa feat.小春めう）
  - エンディングテーマ「むぎゅっとほ〜みたい」（作詞 - こはるん / 作曲・編曲 - iyuna / 歌 - solfa feat.小春めう）
- PCゲーム『あやかしコントラクト』（AXL）[19]
  - 主題歌「虹色スプリング」（作詞 - 天ヶ咲麗 / 作曲・編曲 - 橋咲透 / 歌 - solfa feat.橋本みゆき）
  - エンディングテーマ「紬ぐ未来」（作詞 - 天ヶ咲麗 / 作曲・編曲 - 橋咲透 / 歌 - solfa feat.霜月はるか）
  - エンディングテーマ「smile days」（作詞 - 天ヶ咲麗 / 作曲・編曲 - iyuna / 歌 - solfa feat.Ceui）
  - エンディングテーマ「fly away」（作詞 - 天ヶ咲麗 / 作曲・編曲 - 橋咲透 / 歌 - solfa feat.佐咲紗花）
  - エンディングテーマ「晴れ渡る空に」（作詞 - 天ヶ咲麗 / 作曲・編曲 - 伊吹ユキヒロ / 歌 - solfa feat.iyuna）
  - エンディングテーマ「too much potential」（作詞・作曲・編曲 - こはるん / 歌 - solfa feat.小春めう）
- PCゲーム『母子愛（おやこあい）2』（エロイット、音楽全般）
  - 主題歌「ever」（作詞 - 天ヶ咲麗 / 作曲・編曲 - 橋咲透 / 歌 - solfa feat.小春めう）
  - エンディングテーマ「sincerely」（作詞 - 天ヶ咲麗 / 作曲・編曲 - 伊吹ユキヒロ / 歌 - solfa feat.河原ゆう）
- PCゲーム『らぶらぶ♥プリンセス 〜お姫さまがいっぱい! もっとエッチなハーレム生活!!』（ぱじゃまエクスタシー、音楽全般）
  - 主題歌「らぶらぶXTC!（エクスタシー!）」（作詞 - 天ヶ咲麗 / 作曲・編曲 - 伊吹ユキヒロ / 歌 - solfa feat.青葉りんご）
  - エンディングテーマ「あっちこっちパラダイス」（作詞 - 天ヶ咲麗 / 作曲・編曲 - 伊吹ユキヒロ / 歌 - solfa feat.小春めう）
- PCゲーム『PRIMAL×HEARTS2』（ま〜まれぇど、音楽全般）
  - 主題歌「smile again」（作詞 - 天ヶ咲麗 / 作曲・編曲 - 橋咲透 / 歌 - solfa feat.Ceui）
  - エンディングテーマ「live forever」（作詞 - 天ヶ咲麗 / 作曲 - iyuna / 編曲 - 伊吹ユキヒロ / 歌 - solfa feat.霜月はるか）
  - エンディングテーマ「step into my world」（作詞 - 天ヶ咲麗 / 作曲・編曲 - 伊吹ユキヒロ / 歌 - solfa feat.nao）
  - エンディングテーマ「snow white syndrome」（作詞 - 天ヶ咲麗 / 作曲・編曲 - iyuna / 歌 - solfa feat.茶太）
  - エンディングテーマ「トモダチ以上コイビト未満」（作詞 - 天ヶ咲麗 / 作曲・編曲 - 橋咲透 / 歌 - solfa feat.iyuna）
  - エンディングテーマ「Flashing! Search light」（作詞・作曲・編曲 - こはるん / 歌 - solfa feat.小春めう）
- アーケードゲーム『チュウニズム』（セガ）[25]
  - 「乗り切れ受験ウォーズ」（歌 - solfa feat.茶太）
- ドラマCD『りりくる キャラクターデュオシリーズ』歩実♥羽佳 / 晴♥星良 / なつき♥美緒（PARTICLE、楽曲製作）[26]
- PCゲーム『QUINTUPLE☆SPLASH』（Parasol、音楽全般）
  - 主題歌「hot splash!」（作詞 - 天ヶ咲麗 / 作曲・編曲 - iyuna / 歌 - solfa feat.茶太）
  - エンディングテーマ「diving with you」（作詞 - 天ヶ咲麗 / 作曲・編曲 - iyuna / 歌 - solfa feat.iyuna）
  - エンディングテーマ「星屑water front」（作詞 - こはるん / 作曲・編曲 - 伊吹ユキヒロ / 歌 - solfa feat.小春めう）
  - エンディングテーマ「あなたとPrecious Days」（作詞 - こはるん / 作曲・編曲 - 橋咲透 / 歌 - solfa feat.佐咲紗花）
  - エンディングテーマ「トキメキの未来」（作詞 - 天ヶ咲麗 / 作曲・編曲 - iyuna / 歌 - solfa feat.nao）
  - エンディングテーマ「大好きだから」（作詞 - 天ヶ咲麗 / 作曲・編曲 - 橋咲透 / 歌 - solfa feat.霜月はるか）

#### 2016年
- PCゲーム『イケナイ子作り3 〜息子の恋人が魅力的で困ってます〜』（エロイット、音楽全般）
  - 主題歌「甘く苦い罠のように」（作詞 - 天ヶ咲麗 / 作曲・編曲 - 橋咲透 / 歌 - solfa feat.小春めう）
  - エンディングテーマ「hollow hills」（作詞 - 天ヶ咲麗 / 作曲・編曲 - 伊吹ユキヒロ / 歌 - solfa feat.iyuna）
- PCゲーム『恋する乙女と守護の楯 〜薔薇の聖母〜』（AXL）[27]
  - 主題歌「shining brave」（作詞 - 天ヶ咲麗 / 作曲・編曲 - iyuna / 歌 - solfa feat.Rita）
  - 挿入歌「shield nine new overdrive ver.」（作詞 - 天ヶ咲麗 / 作曲・編曲 - iyuna / 歌 - solfa feat.Rita）
  - エンディングテーマ「a little hope in my hands」（作詞 - 天ヶ咲麗 / 作曲・編曲 - iyuna / 歌 - solfa feat.霜月はるか）
  - エンディングテーマ「lily」（作詞 - 天ヶ咲麗 / 作曲・編曲 - 橋咲透 / 歌 - solfa feat.茶太）
  - エンディングテーマ「panic smile!」（作詞 - 天ヶ咲麗 / 作曲・編曲 - 伊吹ユキヒロ / 歌 - solfa feat.iyuna）
  - エンディングテーマ「エンディング ファンファーレ」（作詞・作曲・編曲 - こはるん / 歌 - solfa feat.小春めう）
- nao 『nao 5th workstation of Kronos.』
  - 「黄昏のリベリオン」
  - 「colorfulily.」（作詞 - nao / 作曲・編曲 - 橋咲透）
  - 「過去と未来のメモリー」
- PCゲーム『ワールド・エレクション』（Whirlpool、主題歌・BGM）
  - 主題歌「れみぜら!」（作詞 - 天ヶ咲麗 / 作曲 - iyuna、橋咲透 / 編曲 - 橋咲透 / 歌 - solfa feat.美郷あき）
- PCゲーム『名門女子校旅行〜俺だけ男なんですが？〜』（Apricot Cherry）
  - 主題歌「天使達の光」（作詞 - 天ヶ咲麗 / 作曲・編曲 - 伊吹ユキヒロ / 歌 - solfa合唱隊）
- PCゲーム『りりくる Rainbow Stage!!!』（PARTICLE、BGM・主題歌）[28]
- PCゲーム『あなたをオトコにしてあげる!』（チュアブルソフト、音楽全般）
  - 主題歌「Fancy Game!?」（作詞 - KOTOKO / 作曲・編曲 - 橋咲透 / 歌 - KOTOKO）
  - 挿入歌「灼熱 Heart Beat」（作詞 - 天ヶ咲麗 / 作曲・編曲 - 橋咲透 / 歌 - solfa feat.Duca）
  - エンディングテーマ「Prismic Wednesday」（作詞・作曲・編曲 - こはるん / 歌 - solfa feat.小春めう）
  - エンディングテーマ「DEPARTURE LOVE」（作詞 - 天ヶ咲麗 / 作曲・編曲 - 伊吹ユキヒロ / 歌 - solfa feat.茶太）
  - エンディングテーマ「and…」（作詞 - 天ヶ咲麗 / 作曲・編曲 -iyuna / 歌 - solfa feat.Ceui）
  - エンディングテーマ「adore」（作詞 - 天ヶ咲麗 / 作曲・編曲 - 橋咲透 / 歌 - solfa feat.美郷あき）
- PCゲーム『ボクのxxは寮生たちの特権です!』（Carol Works、音楽全般）
  - 主題歌「急転直下♂はちゃめちゃ♀パラダイス」（作詞 - 天ヶ咲麗 / 作曲・編曲 - 橋咲透 / 歌 - solfa feat.小春めう）
  - エンディングテーマ「cheer up!」（作詞 - 天ヶ咲麗 / 作曲・編曲 - 伊吹ユキヒロ / 歌 - solfa feat.茶太）
- PCゲーム『Dearest Blue』（LiLiM DARKNESS、音楽全般）
  - 主題歌「侵食のサクリファイス」（作詞 - 天ヶ咲麗 / 作曲・編曲 - 橋咲透 / 歌 - nao）
- PCゲーム『てにおはっ! 2 〜ねぇ、もっとえっちなコトいっぱいしよ？〜』（rootnuko+H、音楽全般）
  - 主題歌「れっつとらいみー!」（作詞 - 天ヶ咲麗 / 作曲・編曲 - 伊吹ユキヒロ / 歌 - solfa feat.小春めう）
  - エンディングテーマ「pandemic New Color」（作詞 - 天ヶ咲麗 / 作曲・編曲 - 伊吹ユキヒロ / 歌 - solfa feat.小春めう）
- PCゲーム『瑠璃の檻 ルリ・ノ・イエ -DOMINATION GAME-』（SkyFish、音楽全般）
  - 主題歌「藍」（作詞 - 天ヶ咲麗 / 作曲・編曲 - iyuna / 歌 - solfa feat.iyuna）
  - エンディングテーマ「漂流-ADRIFT-」（作詞 - 天ヶ咲麗 / 作曲・編曲 - 橋咲透 / 歌 - solfa feat.小春めう）
- 『りりくる VOCAL COLLECTION!!!』（PARTICLE、楽曲制作）[29]
- PCゲーム『姉姉W催眠』（POISON、音楽全般）
- PCゲーム『ままはは』（bootUP!、音楽全般）
  - 主題歌「clearest sky」（作詞 - 天ヶ咲麗 / 作曲・編曲 - 伊吹ユキヒロ / 歌 - solfa feat.佐咲紗花）
  - エンディングテーマ「summer light」（作詞 - 天ヶ咲麗 / 作曲・編曲 - 橋咲透 / 歌 - solfa feat.小春めう）
- PCゲーム『VenusBlood-RAGNAROK-』（dualtail、音楽全般）
  - 主題歌「Overlord Destiny」（作詞 - 天ヶ咲麗 / 作曲・編曲 - 伊吹ユキヒロ / 歌 - nao produced by solfa）
  - 挿入歌「Afterlife」（作詞 - 天ヶ咲麗 / 作曲・編曲 - 橋咲透 / 歌 - solfa feat.小春めう）
  - 劇中歌「恋のルーン」（作詞 - 天ヶ咲麗 / 作曲・編曲 - 橋咲透 / 歌 - solfa feat.河原ゆう）
- PCゲーム『王の耳には届かない!』（AXL）[27]
  - 主題歌「brand new way」（作詞 - 天ヶ咲麗 / 作曲・編曲 - iyuna / 歌 - solfa feat.茶太）
  - エンディングテーマ「stand inside destiny」（作詞 - 天ヶ咲麗 / 作曲・編曲 - 橋咲透 / 歌 - solfa feat.Ceui）
  - エンディングテーマ「Only Your Shine」（作詞 - こはるん / 作曲・編曲 - 伊吹ユキヒロ / 歌 - solfa feat.小春めう）
  - エンディングテーマ「Sweet & Tender」（作詞 - こはるん / 作曲・編曲 - 橋咲透 / 歌 - solfa feat.iyuna）
  - エンディングテーマ「shooting star」（作詞 - 天ヶ咲麗 / 作曲・編曲 - iyuna / 歌 - solfa feat.霜月はるか）
- PCゲーム『初恋サンカイメ』（ういんどみる）
  - 主題歌「初恋サンカイメ」（作詞 - 天ヶ咲麗 / 作曲 - iyuna、橋咲透 / 編曲 - 橋咲透 / 歌 - solfa feat.橋本みゆき）
  - エンディングテーマ「空色スマイル」（作詞 - 天ヶ咲麗 / 作曲・編曲 - 橋咲透 / 歌 - solfa feat.榊原ゆい）
- PCゲーム『姫恋＊シュクレーヌ!』（Princess Sugar）
  - 主題歌「Love＊Magic! 〜Wellcome to Minoir!!〜」（作詞 - 天ヶ咲麗 / 作曲・編曲 - 橋咲透 / 歌 - solfa feat.榊原ゆい）
- PCゲーム『仄暗き時の果てより』（MOONSTONE、音楽全般）
  - 主題歌「leap in your mind」（作詞 - 天ヶ咲麗 / 作曲・編曲 - iyuna / 歌 - solfa feat.霜月はるか）
  - エンディングテーマ「coclea」（作詞 - 天ヶ咲麗 / 作曲・編曲 - 橋咲透 / 歌 - solfa feat.Ceui）
  - エンディングテーマ「calida」（作詞 - 天ヶ咲麗 / 作曲・編曲 - iyuna / 歌 - solfa feat.茶太）
  - エンディングテーマ「oblivio」（作詞 - 天ヶ咲麗 / 作曲・編曲 - 伊吹ユキヒロ / 歌 - solfa feat.小春めう）

#### 2017年
- PCゲーム『女忍者アズサvsオーク 〜絶頂!異種姦バトル!〜』（エロイット、音楽全般）
  - 主題歌「舞影（まいかげ）」（作詞 - 天ヶ咲麗 / 作曲・編曲 - 橋咲透 / 歌 - solfa feat.小春めう）
  - エンディングテーマ「luftspiegelung」（作詞 - 天ヶ咲麗 / 作曲・編曲 - 伊吹ユキヒロ / 歌 - solfa feat.小春めう）
- PCゲーム『彼女と俺の恋愛日常』（Parasol、音楽全般）
  - 主題歌「プリズム lovely day」（作詞 - 天ヶ咲麗 / 作曲・編曲 - iyuna / 歌 - solfa feat.茶太）
  - 挿入歌「my vision」（作詞 - 天ヶ咲麗 / 作曲・編曲 - 橋咲透 / 歌 - solfa feat.nao）
  - エンディングテーマ「花咲タイムカプセル」（作詞 - 天ヶ咲麗 / 作曲・編曲 - iyuna / 歌 - solfa feat.iyuna）
  - エンディングテーマ「shooting your rainbow」（作詞 - 天ヶ咲麗 / 作曲・編曲 - 橋咲透 / 歌 - solfa feat.霜月はるか）
  - エンディングテーマ「トキメキスマイルステージ」（作詞 - 天ヶ咲麗 / 作曲・編曲 - 伊吹ユキヒロ / 歌 - solfa feat.河原ゆう）
  - エンディングテーマ「All the way」（作詞・作曲・編曲 - こはるん / 歌 - solfa feat.小春めう）
  - イメージソング「my lovely day」（作詞・作曲 - Ceui / 歌 - solfa feat.Ceui）
- PCゲーム『らぶらぶシスターズ〜花嫁&姉妹達とのドキドキハレーム生活〜』（ぱじゃまエクスタシー、音楽全般）
  - 主題歌「らぶらぶセンセーション」（作詞 - 天ヶ咲麗 / 作曲・編曲 - 橋咲透 / 歌 - solfa feat.nao）
  - エンディングテーマ「キラ☆キラ☆」（作詞 - 天ヶ咲麗 / 作曲・編曲 - 伊吹ユキヒロ / 歌 - solfa feat.Rita）
- nao『nao 7th to the end⇔to the last.』[30]
  - 「侵食のサクリファイス」
  - 「トキメキの未来」
  - 「blackout」（作詞 - 天ヶ咲麗 / 作曲・編曲 - 伊吹ユキヒロ）
  - 「your little bunny」
- アーケードゲーム『チュウニズム エアー プラス』（セガ）[31]
  - 「ゲシュタルト!テスト期間!!」（歌 - solfa feat.茶太）

## ディスコグラフィ
出典

### iyunaline
| リリース日    | タイトル                                                 | 規格品番 | 参加ボーカリスト                                                                       |
| ------------- | -------------------------------------------------------- | -------- | -------------------------------------------------------------------------------------- |
| 2006年8月25日 | 200608                                                   | MSRC-015 | my sound life（茶太+iyuna）、真理絵、Aki、天ヶ咲麗、Rita                               |
| 2007年1月26日 | 200612                                                   | MSRC-018 | 茶太、真理絵、Rita、SHIHO（STARAVID）、iyuna                                           |
| 2007年5月25日 | iyunaline featuring 中原涼「月のゆりかご」               | MSRC-023 | 中原涼                                                                                 |
| 2007年8月24日 | マジックチャンネル                                       | MSRC-025 | Rita、真理絵、茶太、癒月、monet、中原涼、ゆこそ（ゆいこ・コツキミヤ・結月そら）、iyuna |
| 2008年1月18日 | 「msf'08」〜marble sky fes '08                           | MSRC-030 | 茉白、茶太、Rita、中原涼、iyuna、真理絵                                                |
| 2008年5月30日 | new world                                                | MSRC-032 | micco（marble）、織姫よぞら、茶太、癒月、茉白、ゆこそ、iyuna                           |
| 2008年8月29日 | 特急イユナライナー                                       | MSRC-034 | micco、Rita、茶太、真理絵、癒月、中原涼、ゆこそ、iyuna、茉白、monet、aki               |
| 2008年8月29日 | ライブアルバム「パンダ祭り〜お持ち帰り〜iyunaline live」 | MSRC-035 | 真理絵、中原涼、iyuna、茉白、Rita、癒月、ゆこそ、茶太                                  |

### solfa
| リリース日     | タイトル | 規格品番 | 参加ボーカリスト |
| -------------- | --- | -------- | --- |
| 2009年6月5日   | further along 〜from iyunaline to solfa〜                                                                                         | MSRC-039 | 真優、茶太、yuiko、Rita、中瀬ひな、結月そら、コツキミヤ、真理絵、悠季、iyuna、癒月                                   |
| 2009年10月30日 | solfa feat.茶太「虹色ポップス」                                                                                                   | MSRC-040 | 茶太 |
| 2010年1月15日  | heart to heart 〜from iyunaline to solfa2〜                                                                                       | MSRC-042 | 片霧烈火、Annabel、yuiko、Rita、悠季、Duca、やなぎなぎ、茶太、いとうかなこ、コツキミヤ、結月そら、iyuna              |
| 2010年8月27日  | flourish 〜from iyunaline to solfa3〜                                                                                             | MSRC-045 | Rita、茶太、片霧烈火、Annabel、yuiko、結月そら、Duca、SHIHO、コツキミヤ、iyuna、癒月、悠季                           |
| 2011年12月29日 | solfa feat.Rita collection album「magistral」                                                                                     | MSRC-049 | Rita |
| 2011年12月31日 | solfa feat.茶太 コレクションアルバム「lack of reason」                                                                            | MSRC-050 | 茶太 |
| 2013年8月30日  | solfa works best album「chronicle 〜dog side〜」                                                                                  | MSRC-058 | Ceui、茶太、片霧烈火、Duca、iyuna、yuiko、Rita、青葉りんご、霜月はるか、小春めう                                     |
| 2013年8月30日  | solfa works best album「chronicle 〜cat side〜」                                                                                  | MSRC-059 | 茶太、Ceui、片霧烈火、小春めう、iyuna、Rita、悠季、nao、霜月はるか、yuiko、Duca                                      |
| 2013年11月15日 | no music,no solfa!!! solfa first live 2013「no music, no solfa!!! 〜平成25年度パンダ祭り〜」テーマソング                          | MSRC-062 | 霜月はるか、茶太、片霧烈火、Ceui、nao、青葉りんご、iyuna、小春めう                                                   |
| 2015年1月30日  | solfa works best album「chronicle 〜red beat〜」                                                                                  | MSRC-067 | nao、小春めう、茶太、霜月はるか、iyuna、Ceui、悠季、yuiko、片霧烈火、Rita                                            |
| 2015年1月30日  | solfa works best album「chronicle 〜white beat〜」                                                                                | MSRC-068 | Ceui、nao、茶太、yuiko、小春めう、iyuna、霜月はるか、河原ゆう、Duca、Rita                                            |
| 2016年8月26日  | solfa works best album「chronicle 〜the sun〜」                                                                                   | MSRC-071 | 美郷あき、KOTOKO、青葉りんご、茶太、iyuna、nao、霜月はるか、小春めう、Ceui、佐咲紗花                                 |
| 2016年8月26日  | solfa works best album「chronicle 〜the moon〜」                                                                                  | MSRC-072 | KOTOKO、nao、小春めう、佐咲紗花、霜月はるか、青葉りんご、iyuna、Ceui、橋本みゆき、美郷あき、河原ゆう、片霧烈火、茶太 |
| 2016年8月26日  | N.E.O.（never ending octaver） from iyunaline to solfa 10th anniversary live 2016「solfa or die!!!〜neoパンダ祭り〜」テーマソング | MSRC-073 | 青葉りんご、iyuna、小春めう、佐咲紗花、霜月はるか、Ceui、茶太、nao、橋本みゆき、美郷あき                             |
| 2017年1月27日  | solfa feat.茶太 work best album「precious life」                                                                                  | MSRC-077 | 茶太 |
| 2017年1月27日  | solfa feat.Ceui work best album「brand new day」                                                                                  | MSRC-078 | Ceui |

## ライブ・イベント
| 開催日         | タイトル                                                                                            | 会場                               | 出演者 |
| -------------- | --------------------------------------------------------------------------------------------------- | ---------------------------------- | --- |
| 2007年12月29日 | marble sky records presents「平成19年度パンダ祭り〜寒いけどポレポレっとね〜」                       | 渋谷club asia（東京都）            | 真理絵、中原涼、iyuna、茉白、Rita、癒月、ゆいこ、コツキミヤ、結月そら、ゆこそ（ゆいこ・コツキミヤ・結月そら）、茶太 |
| 2013年12月1日  | solfa first live 2013「no music,no solfa!!! 〜平成25年度パンダ祭り〜」                              | 吉祥寺CLUB SEATA（東京都）         | 霜月はるか、茶太、片霧烈火、Ceui、nao、青葉りんご、iyuna、小春めう                                                  |
| 2016年10月30日 | from iyunaline to solfa 10th anniversary live 2016「solfa or die!!! 〜neo パンダ祭り〜」            | 品川インターシティホール（東京都） | 茶太、青葉りんご、霜月はるか、小春めう、iyuna、佐咲紗花、美郷あき、nao、Ceui、橋本みゆき、KOTOKO                    |
| 2017年2月11日  | from iyunaline to solfa 10th anniversary live 2016「solfa or die!!! 〜neo パンダ祭り〜」after party | 中目黒solfa（東京都）              | 小春めう、nao、Ceui、茶太                                                                                           |